# 聖廷布魯鄉 (哈爾吉塔縣)

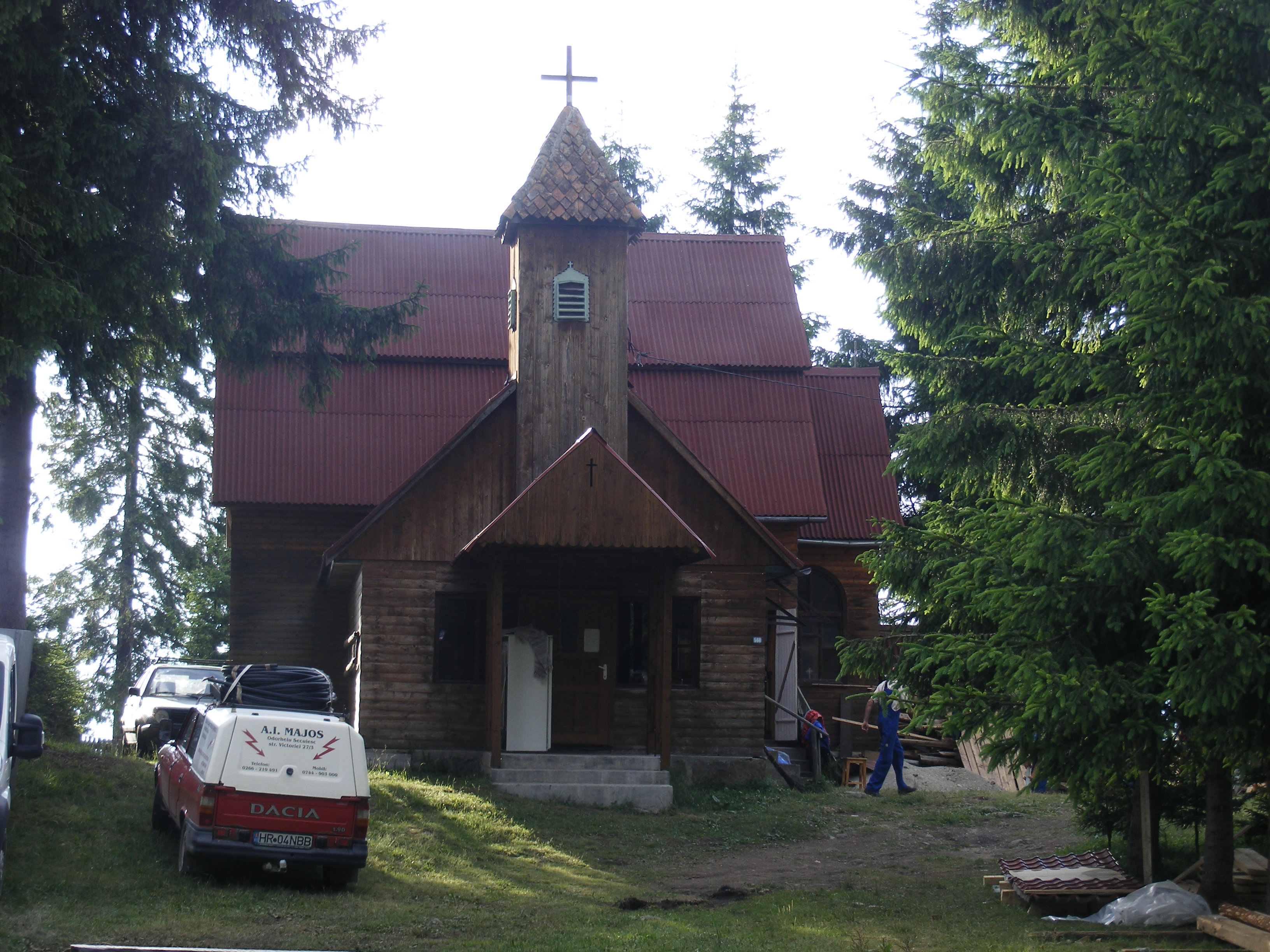

46°21′0″N 25°51′0″E / 46.35000°N 25.85000°E
聖廷布魯鄉（羅馬尼亞語：Comuna Sântimbru, Harghita），是羅馬尼亞的鄉份，位於該國中部，由哈爾吉塔縣負責管轄，面積53平方公里，海拔高度785米，2007年人口2,055，人口密度每平方公里39人。